# Двадесет друга влада Николе Пашића
Двадесет друга влада Николе Пашића је била влада Краљевине Срба, Хрвата и Словенаца која је владала од 18. јула 1925. до 8. априла 1926. године.

## Историја
За време свог боравка у Москви, Стјепан Радић учланио је ХРСС у Сељачку интернационалу (тада под контролом комунистичке Треће интернационале). То, као и чести сукоби режима са хрватским опозиционарима из Хрватског блока и „Ханао-а“ довело је до тога да се децембра 1924. године Закон о заштити државе, донет као средство са сузбијање комунистичке пропаганде, прошири и на ХРСС. Уследила су хапшења и прогони вођства ХРСС-а. Стјепан Радић дуго није могао бити пронађен, али је помоћу разбијене мреже ухода лоциран и ухапшен 5. јануара 1925. године. Опозициони блок оштро је устао против оваквог поступка режима. На изборима од 8. фебруара победу је однео „Национални блок“. Избори су спроведени уз велика владина насиља. Љубомир Давидовић прозвао их је стамотом за државу. Нова Пашићева влада морала се споразумевати са све немирнијом опозицијом, пре свега са Стјепаном Радићем. Обе стране вуку тактичке потезе; долази до смиривања тензија у скупштинским говорима. Велики помак представља говор потпредседника ХРСС Павла Радића у Скупштини, у име Стјепана Радића, који је дао изјаву да ХРСС прихвата тадашње државно уређење предвиђено Видовданским уставом. Бранио се од оптужби владе да је ХРСС учлањењем у Сељачку интернационалу постала комунистичка странка. Резултат смиривања тензија јесте „Народни споразум“, акт о споразуму Радикалне странке и ХРСС. Образована је јуна 1925. године нова влада у коју улази Павле Радић, а на дан образовања владе Стјепан Радић је пуштен на слободу. Заплашен терором режима, Стјепан се примирио и у телеграмима краљу и председнику владе обраћа им се снисходљиво. Краља назива „нашим човеком“ и представником народа.
Промена политичког курса ХРСС довела је до распада Хрватског блока. Из коалиције са ХРСС иступа Анте Трумбић и Хрватска заједница. Уследили су бројни сукоби у Скупштини између „заједничара“ и ХРСС-а, а Стјепан Радић није штедео на увредама. Положај ХРСС био је неповољан и због тога што радикали нису крили своју победу и капитулациони карактер Радићеве политичке преорјентације. ХРСС је нападана и од стране Прибићевићевих самосталаца. У новој влади Стјепан Радић добио је место министра просвете.
Временом, супротности између ХРСС и радикала оживљавају и продубљују се. До коначног раскида дошло је поводом афере у вези са Пашићевим сином Радомиром који је био познат по корупцијским аферама. Опозиција је Пашића нападала због државних набавки које је држава плаћала 30 до 100 процената скупље од приватних лица због постојања великог броја посредника који су на тај начин пљачкали државу. Протесту опозиције придружио се и Стјепан Радић. Пашић је приморан да да оставку на место мандатара. Нову владу образовао је Никола Узуновић. Долази до расцепа у ХРСС. Део посланика ушло је у састав нове владе, због чега их је Радић искључио из странке. Вођство ХРСС-а изгласало је поверење Стјепану Радићу који поново напушта свој политички курс. Узуновићева влада представљала је крај радикалско-радићевске сарадње.

## Чланови владе
| Функција                                                         | Слика                 | Име и презиме         | Детаљи                    |
| ---------------------------------------------------------------- | --------------------- | --------------------- | ------------------------- |
| Председник Министарског савета                                   |                       | Никола П. Пашић       |                           |
| Министар иностраних дела                                         |                       | Момчило А. Нинчић     |                           |
| Министар војске и морнарице                                      |                       | Душан Трифуновић      |                           |
| Министар унутрашњих дела                                         |                       | Божидар Ж. Максимовић |                           |
| Министар правде                                                  |                       | Марко С. Ђуричић      |                           |
| Министар просвете                                                |                       | Велимир Вукићевић     | до 17.11.1925.            |
| Министар просвете                                                |                       | Милош Трифуновић      | заступник, до 17.11.1925. |
| Министар просвете                                                | Стјепан Радић         |                       |                           |
| Министар финансија                                               |                       | Милан Стојадиновић    |                           |
| Министар грађевина                                               |                       | Никола Т. Узуновић    |                           |
| Министар трговине и индустрије                                   |                       | Иван Крајач           |                           |
| Министар пољопривреде и вода                                     |                       | Крста Љ. Милетић      | до 24.12.1925.            |
| Министар пољопривреде и вода                                     | Василије И. Јовановић |                       |                           |
| Министар пошта и телеграфа                                       |                       | Бењамин Шуперина      |                           |
| Министар шума и рудника                                          |                       | Никола Никић          |                           |
| Министар социјалне политике                                      |                       | Милан Симоновић       |                           |
| Министар народног здравља                                        |                       | Славко С. Милетић     |                           |
| Министар вера                                                    |                       | Милош Трифуновић      |                           |
| Министар припреме за Уставотворну скупштину и изједначење закона |                       | Милан Сршкић          |                           |
| Министар аграрне реформе                                         |                       | Павле Радић           |                           |
| Министар саобраћаја                                              |                       | Анта Радојевић        | до 24.12.1925.            |
| Министар саобраћаја                                              | Крста Љ. Милетић      |                       |                           |